# Бивер (Аљаска)
Бивер (енгл. Beaver) насељено је место без административног статуса у америчкој савезној држави Аљаска.

## Демографија
По попису из 2010. године број становника је 84, што је 0 (0,0%) становника више него 2000. године.
| Група                 | 2000.      | 2010.      |
| Амерички староседеоци | 72 (85,7%) | 82 (97,6%) |
| Белци                 | 4 (4,8%)   | 0 (0,0%)   |
| Афроамериканци        | 0 (0,0%)   | 0 (0,0%)   |
| Азијати               | 0 (0,0%)   | 0 (0,0%)   |
| Хиспаноамериканци     | 0 (0,0%)   | 4 (4,8%)   |
| Укупно                | 84         | 84         |